# Europamästerskapen i friidrott 2002
Europamästerskapen i friidrott 2002 var de artonde Europamästerskapen i friidrott och genomfördes 6 augusti – 11 augusti 2002 i Olympiastadion i München, förbundslandet Bayern, Tyskland. Ett nytt världsrekord sattes av polacken Robert Korzeniowski i herrarnas 50 km gång och på damernas 10 000 meter noterade brittiskan Paula Radcliffe nytt europarekord.
Beslutet om värdort togs av EAA den 11 oktober 1997. Övriga kandidatorter var Lausanne och Amsterdam.

## Förkortningar
- WR = Världsrekord
- ER = Europarekord
- CR = Mästerskapsrekord

## Medaljörer, resultat

### Herrar
| Gren               | Guld                                                                            | Guld         | Silver                                                                       | Silver   | Brons                                                                   | Brons    |
| 100 meter          | Francis Obikwelu Portugal                                                       | 10,06        | Darren Campbell Storbritannien                                               | 10.15    | Roland Nemeth Ungern                                                    | 10.27    |
| 200 meter          | Konstantinos Kenteris Grekland                                                  | 19,85 (CR)   | Francis Obikwelu Portugal                                                    | 20,21    | Marlon Devonish Storbritannien                                          | 20.24    |
| 400 meter          | Ingo Schultz Tyskland                                                           | 45.14        | David Canal Spanien                                                          | 45.24    | Daniel Caines Storbritannien                                            | 45.28    |
| 800 meter          | Wilson Kipketer Danmark                                                         | 1.47,25      | André Bucher Schweiz                                                         | 1.47,43  | Nils Schumann Tyskland                                                  | 1.47,60  |
| 1 500 meter        | Mehdi Baala Frankrike                                                           | 3.45,25      | Reyes Estévez Spanien                                                        | 3.45,25  | Rui Silva Portugal                                                      | 3.45,43  |
| 5 000 meter        | Alberto Garcia Spanien                                                          | 13.38,18     | Ismaïl Sghyr Frankrike                                                       | 13.39,81 | Sergej Lebid Ukraina                                                    | 13.40,00 |
| 10 000 meter       | José Martínez Spanien                                                           | 27.47,65     | Dieter Baumann Tyskland                                                      | 27.47,87 | José Rios Spanien                                                       | 27.48,29 |
| 110 meter häck     | Colin Jackson Storbritannien                                                    | 13,11        | Staņislavs Olijars Lettland                                                  | 13,22    | Artur Kohutek Polen                                                     | 13,32    |
| 400 meter häck     | Stéphane Diagana Frankrike                                                      | 47,58        | Jiři Muzik Tjeckien                                                          | 48,43    | Paweł Januszewski Polen                                                 | 48,46    |
| 3 000 meter hinder | Antonio Jiménez Spanien                                                         | 8.24,34      | Simon Vroemen Nederländerna                                                  | 8.24,45  | Luís Martín Spanien                                                     | 8.24,72  |
| Maraton            | Janne Holmén Finland                                                            | 2:12.14      | Pavel Loskutov Estland                                                       | 2:13.18  | Julio Rey Spanien                                                       | 2:13.21  |
| 4 x 100 meter*     | Ukraina: Konstantin Vasjukov Konstantin Rurak Anatolij Dovgal Aleksandr Kajdasj | 38,53        | Polen: Ryszard Pilarczyk Łukasz Chyla Marcin Nowak Marcin Urbaś              | 38,71    | Tyskland: Ronny Ostwald Marc Blume Alexander Kosenkow Christian Schacht | 38,88    |
| 4 x 400 meter      | Storbritannien: Jared Deacon Matt Elias Jamie Baulch Daniel Caines              | 2.58,68      | Ryssland: Oleg Misjukov Andrej Semjonov Ruslan Masjtjenko Jurij Borzakovskij | 3.01,11  | Frankrike: Leslie Djohne Ahmed Douhou Naman Keita Ibrahima Wade         | 3.03,10  |
| 20 km gång         | Francisco Javier Fernández Spanien                                              | 1:18.37 (CR) | Vladimir Andrejev Ryssland                                                   | 1:19.56  | Juan Molina Spanien                                                     | 1:20.36  |
| 50 km gång         | Robert Korzeniowski Polen                                                       | 3:36.39 (WR) | Aleksej Vojevodin Ryssland                                                   | 3:40.16  | Jesús Ángel García Spanien                                              | 3:44.33  |
| Längdhopp          | Aleksej Lukasjevitj Ukraina                                                     | 8,08         | Siniša Ergotić Kroatien                                                      | 8,00     | Yago Lamela Spanien                                                     | 7,99     |
| Tresteg            | Christian Olsson Sverige                                                        | 17,53        | Charles Friedek Tyskland                                                     | 17,33    | Jonathan Edwards Storbritannien                                         | 17,32    |
| Höjdhopp           | Jaroslav Rybakov Ryssland                                                       | 2,31         | Stefan Holm Sverige                                                          | 2,29     | Staffan Strand Sverige                                                  | 2,27     |
| Stavhopp           | Aleksandr Averbukh Israel                                                       | 5,85         | Lars Börgeling Tyskland                                                      | 5,80     | Tim Lobinger Tyskland                                                   | 5,80     |
| Kulstötning        | Jurij Bilonoh Ukraina                                                           | 21,37        | Joachim Olsen Danmark                                                        | 21,16    | Ralf Bartels Tyskland                                                   | 20,58    |
| Diskus             | Róbert Fazekas Ungern                                                           | 68,83 (CR)   | Virgilijus Alekna Litauen                                                    | 66,62    | Michael Möllenbeck Tyskland                                             | 66,37    |
| Spjutkastning      | Steve Backley Storbritannien                                                    | 88,54        | Sergej Makarov Ryssland                                                      | 88,05    | Boris Henry Tyskland                                                    | 85,33    |
| Släggkastning      | Adrián Annus Ungern                                                             | 81,17        | Vladyslav Piskunov Ukraina                                                   | 80,39    | Alexandros Papadimitriou Grekland                                       | 80,21    |
| Tiokamp            | Roman Šebrle Tjeckien                                                           | 8 800        | Erki Nool Estland                                                            | 8 438    | Lev Lobodin Ukraina                                                     | 8 390    |

- Ursprungligen vanns loppet av Storbritannien men då Dwain Chambers varit dopad så strök IAAF hans resultat. Resten av laget bestod av Christian Malcolm, Darren Campbell och Marlon Devonish

### Damer
| Gren           | Guld                                                                   | Guld          | Silver                                                                           | Silver   | Brons                                                                       | Brons    |
| 100 meter      | Ekaterini Thanou Grekland                                              | 11,10         | Kim Gevaert Belgien                                                              | 11,22    | Manuela Levorato Italien                                                    | 11,23    |
| 200 meter      | Muriel Hurtis Frankrike                                                | 22,43         | Kim Gevaert Belgien                                                              | 22,53    | Manuela Levorato Italien                                                    | 22,75    |
| 400 meter      | Olesja Zykina Ryssland                                                 | 50,45         | Grit Breuer Tyskland                                                             | 50,70    | Lee McConnell Storbritannien                                                | 51,02    |
| 800 meter      | Jolanda Čeplak Slovenien                                               | 1.57,65       | Mayte Martínez Spanien                                                           | 1.58,86  | Kelly Holmes Storbritannien                                                 | 1.59,83  |
| 1 500 meter    | Sureyya Ayhan Turkiet                                                  | 3.58,79       | Gabriela Szabo Rumänien                                                          | 3.58,81  | Tatjana Tomasjova Ryssland                                                  | 4.01,28  |
| 5 000 meter    | Marta Domínguez Spanien                                                | 15.14,76      | Sonia O’Sullivan Irland                                                          | 15.14,85 | Jelena Zadorozjnaja Ryssland                                                | 15.15,22 |
| 10 000 meter   | Paula Radcliffe Storbritannien                                         | 30.01,09 (ER) | Sonia O’Sullivan Irland                                                          | 30.47,59 | Ljudmila Biktasjeva Ryssland                                                | 31.04,00 |
| 100 meter häck | Glory Alozie Spanien                                                   | 12,73         | Olena Krasovska Ukraina                                                          | 12,88    | Jana Kasova Bulgarien                                                       | 12,91    |
| 400 meter häck | Ionela Tirlea Rumänien                                                 | 54,95         | Heike Meissner Tyskland                                                          | 55,89    | Anna Olichwierczuk Polen                                                    | 56,18    |
| Maraton        | Maria Guida Italien                                                    | 2:26.05 (CR)  | Luminita Zaituc Tyskland                                                         | 2:26.58  | Sonja Oberem Tyskland                                                       | 2:28.45  |
| 4x100 meter    | Frankrike: Delphine Combe Muriel Hurtis Sylviane Felix Odiah Sidibé    | 42,46         | Tyskland: Melanie Paschke Gabi Rockmeier Sina Schielke Marion Wagner             | 42,68    | Ryssland: Natalia Ignatova Julia Tabakova Irina Chabarova Larissa Kruglova  | 42,73    |
| 4x400 meter    | Tyskland: Florence Ekpo-Umoh Birgit Rockmeier Claudia Marx Grit Breuer | 3.25,10       | Ryssland: Natalia Antjuch Natalia Nazarova Anastasia Kapatjinskaja Olesia Zykina | 3.25,59  | Polen: Zuzanna Radecka Malgorzata Pskit Grazyna Prokopek Anna Olichwierczuk | 3.26,65  |
| 20 km gång     | Olimpiada Ivanova Ryssland                                             | 1:26.42 (CR)  | Jelena Nikolajeva Ryssland                                                       | 1:28.20  | Erica Alfridi Italien                                                       | 1:28.33  |
| Längdhopp      | Tatjana Kotova Ryssland                                                | 6,85          | Jade Johnson Storbritannien                                                      | 6,73     | Tünde Vaszi Ungern                                                          | 6,73     |
| Tresteg        | Ashia Hansen Storbritannien                                            | 15,00 (CR)    | Heli Koivula Finland                                                             | 14,83    | Jelena Olejnikova Ryssland                                                  | 14,54    |
| Höjdhopp       | Kajsa Bergqvist Sverige                                                | 1,98          | Marina Kuptsova Ryssland                                                         | 1,92     | Olga Kaliturina Ryssland                                                    | 1,89     |
| Stavhopp       | Svetlana Feofanova Ryssland                                            | 4,60 (CR)     | Jelena Isinbajeva Ryssland                                                       | 4,55     | Yvonne Buschbaum Tyskland                                                   | 4,50     |
| Kulstötning    | Irina Korzjanenko Ryssland                                             | 20,64         | Vita Pavlisj Ukraina                                                             | 20,02    | Svetlana Kriveljova Ryssland                                                | 19,56    |
| Diskuskastning | Ekaterini Vogoli Grekland                                              | 64,31         | Natalja Sadova Ryssland                                                          | 64,12    | Anastasia Kelesidou Grekland                                                | 63,92    |
| Spjutkastning  | Mirela Manjani Rumänien                                                | 67,47 (CR)    | Steffi Nerius Tyskland                                                           | 64,09    | Mikaela Ingberg Finland                                                     | 63,50    |
| Släggkastning  | Olga Kuzenkova Ryssland                                                | 72,94 (CR)    | Kamila Skolimowska Polen                                                         | 72,46    | Manuela Montebrun Frankrike                                                 | 72,04    |
| Sjukamp        | Carolina Klüft Sverige                                                 | 6 542         | Sabine Braun Tyskland                                                            | 6 434    | Natallja Sazanovitj Vitryssland                                             | 6 341    |

## Medaljfördelning
| Medaljfördelning |                |      |        |       |        |
| Plats            | Land           | Guld | Silver | Brons | Totalt |
| 1                | Ryssland       | 7    | 9      | 8     | 24     |
| 2                | Storbritannien | 7    | 1      | 5     | 13     |
| 3                | Spanien        | 6    | 3      | 6     | 15     |
| 4                | Frankrike      | 4    | 1      | 2     | 7      |
| 5                | Grekland       | 4    | -      | 2     | 6      |
| 6                | Sverige        | 3    | 1      | 1     | 5      |
| 7                | Tyskland       | 2    | 9      | 7     | 18     |
| 8                | Ukraina        | 2    | 4      | 1     | 7      |
| 9                | Ungern         | 2    | 1      | -     | 3      |
| 10               | Polen          | 1    | 1      | 5     | 7      |
| 11               | Finland        | 1    | 1      | 1     | 3      |
|                  | Portugal       | 1    | 1      | 1     | 3      |
| 13               | Danmark        | 1    | 1      | -     | 2      |
|                  | Rumänien       | 1    | 1      | -     | 2      |
|                  | Tjeckien       | 1    | 1      | -     | 2      |
| 16               | Italien        | 1    | -      | 3     | 4      |
| 1                | Israel         | 1    | -      | -     | 1      |
|                  | Slovenien      | 1    | -      | -     | 1      |
|                  | Turkiet        | 1    | -      | -     | 1      |
| 20               | Belgien        | -    | 2      | -     | 2      |
|                  | Estland        | -    | 2      | -     | 2      |
|                  | Irland         | -    | 2      | -     | 2      |
| 23               | Kroatien       | -    | 1      | -     | 1      |
|                  | Lettland       | -    | 1      | -     | 1      |
|                  | Litauen        | -    | 1      | -     | 1      |
|                  | Nederländerna  | -    | 1      | -     | 1      |
|                  | Schweiz        | -    | 1      | -     | 1      |
| 28               | Bulgarien      | -    | -      | 1     | 1      |
|                  | Vitryssland    | -    | -      | 1     | 1      |

### Fotnoter
1. ↑  ”München får friidrotts-EM 2002” (på svenska). Dagens nyheter. 12 oktober 1997. http://www.dn.se/arkiv/sport/munchen-far-friidrotts-em-2002/. Läst 29 juli 2017.